# Andrew Hacker
Andrew Hacker (* 1929) ist ein US-amerikanischer Politikwissenschaftler und Publizist.
Derzeit ist er Professor Emeritus des Department of Political Science am Queens College in New York.
Bis zur Graduierung studierte er am Amherst College. Danach arbeitete er an der Oxford University, der University of Michigan, und der Princeton University, wo er promovierte.
Sein neuestes Buch Higher Education? entstand in Zusammenarbeit mit Claudia Dreifus, seiner Lebensgefährtin. Professor Hacker veröffentlicht regelmäßig in der New York Review of Books (NYRB). In seinen Artikeln hinterfragte er, ob höhere Mathematik an Schulen notwendig sei, und stellt fest: „Mathematik zum Pflichtfach zu machen hindert uns daran, talentierten Nachwuchs zu entdecken und zu fördern.“ („Is Algebra Necessary?“, NYTimes, 2012).

## Bibliographie
- A. Hacker: Political Theory: Philosophy, Ideology, Science. The Macmillan Company, 1961.
- A. Hacker: Two Nations: Black and White, Separate, Hostile, Unequal. Scribner, 1992, ISBN 0-7432-3824-9.
- A. Hacker: Money: Who Has How Much and Why. Simon and Schuster, 1998, ISBN 0-684-84662-4.
- A. Hacker: Mismatch: The Growing Gulf Between Women and Men. Scribner, 2003, ISBN 0-684-86252-2.
- A. Hacker and Claudia Dreifus: Higher Education?: How Colleges Are Wasting Our Money and Failing Our Kids – and What We Can Do About It. Holt, Henry & Company, 2010, ISBN 978-0-8050-8734-5.
- A. Hacker: Is Algebra Necessary? In: New York Times. 28. Juli 2012. (nytimes.com)

| Personendaten    | Personendaten                            |
| ---------------- | ---------------------------------------- |
| NAME             | Hacker, Andrew                           |
| KURZBESCHREIBUNG | US-amerikanischer Politikwissenschaftler |
| GEBURTSDATUM     | 1929                                     |